# 엄종식
엄종식(嚴鍾植, 1959년 1월 14일 ~ )은 대한민국 제19대 통일부 차관을 역임한 공무원이다. 

## 주요 경력
- 1982 : 제25회 행정고시 합격
- 1992 : 통일원 장관 비서관
- 1993 : 통일부 법무담당관
- 1997 : 통일부 정책기획과장
- 2000 : 통일부 교류협력국 총괄과장
- 2002.11 ~ 2003.01 : 통일부 교류협력심의관
- 2004.02 ~ 2006.01 : 동북아시대위원회 국장
- 2006.02 ~ 2007.12 : 통일부 정책홍보실 정책기획관
- 2008.01 ~ 2008.02 : 대통령직인수위원회 외교통일안보분과 전문위원
- 2008.02 ~ 2009.02 : 대통령실 외교안보수석실 통일비서관
- 2009.05 ~ 2010.03 : 통일부 남북회담본부장
- 2010.03 ~ 2011.10 : 통일부 차관
- 연세대학교 정경대학 글로벌행정학과 객원교수
- 강원발전연구원 자문위원회 통일·접경지역 자문위원
- 한국국가전략연구원 이사
- (사)한반도발전전략연구원 이사

## 학력
- 영훈고등학교 졸업
- 연세대학교 행정학 학사
- 서울대학교 대학원 행정학 석사

| 전임 홍양호 | 제19대 통일부 차관 2010년 3월 23일 ~ 2013년 3월 13일 | 후임 김남식 |